# Кабана Колони (Флорида)
Кабана Колони (енгл. Cabana Colony) насељено је место без административног статуса у америчкој савезној држави Флорида.

## Демографија
По попису из 2010. године број становника је 2.391.
| Група             | 2000.    | 2010.         |
| Белци             | 0 (0,0%) | 1.692 (70,8%) |
| Афроамериканци    | 0 (0,0%) | 232 (9,7%)    |
| Азијати           | 0 (0,0%) | 101 (4,2%)    |
| Хиспаноамериканци | 0 (0,0%) | 313 (13,1%)   |
| Укупно            | 0        | 2.391         |